# 金清池
金清池（かねきよいけ）は、徳島県阿波市市場町尾開にあるため池である。2010年（平成22年）3月25日に金清1号池・金清2号池として農林水産省のため池百選に選定された。

## 概要
金清の谷の西の山には銀鉱石が露頭していて1519年（永正16年）から江戸時代中期にかけて鉱山があり、今も池床には鉱脈が広がっている。金清池は大正年間に築造された農業用ため池で、1号池と2号池に分かれ2号池の堰堤下には金清温泉があり下流の100haの水田や様々な野菜、ブドウの灌漑に使用している。

## 自然
周辺は金清自然公園にあり、運動広場、キャンプ場が整備されている。特に2号池にはハクチョウが飼育されており「白鳥池」と称され周辺の景観の中心となっている。冬季には１号池にカモの大群が訪れる。
池と同時に造られたレンガ造りの用水路や溝渠門は大正時代の歴史ある施設であり、農業の文化遺産を保全するため農業者が老人クラブなどの非農業者と共同して、ため池周辺の清掃等環境美化向上に努めている。また、地域交流の為「金清白鳥まつり」を開催するなどのイベントも行っている。

## アクセス
- JR四国徳島線学駅
- 香川県道・徳島県道2号津田川島線から阿讃山麓広域農道